# Tafeltennis op de Olympische Zomerspelen 2016
Tafeltennis is een van de sporten die beoefend werden op de Olympische Zomerspelen 2016 in Rio de Janeiro, Brazilië. De wedstrijden vonden van 6 tot en met 17 augustus plaats in het Riocentro.

## Kwalificatie
Het gastland mocht zowel bij de mannen als vrouwen een team van drie leden, waarvan er een mocht deelnemen aan het enkelspel, inschrijven. Een land mocht maximaal drie deelnemers inschrijven wanneer het deelnam aan de teamwedstrijd, maximaal twee van hen mochten deelnemen aan het enkelspel. Overige landen konden maximaal twee spelers inschrijven.
Quotaplaatsen
| Toernooi                                | Datum                | Locatie     | Mannen | Vrouwen |
| --------------------------------------- | -------------------- | ----------- | ------ | ------- |
| Europese Spelen 2015                    | 12-28 juni 2016      | Bakoe       | 1      | 1       |
| Pan-Amerikaanse Spelen 2015             | 10-26 juli 2015      | Toronto     | 1      | 1       |
| Afrikaanse Spelen 2015                  | 10-19 september 2015 | Brazzaville | 4      | 4       |
| Afrikaans kwalificatietoernooi          | 16-18 februari 2016  | Khartoum    | 2      | 2       |
| Oceanisch kwalificatietoernooi          | 22-25 maart 2016     | Bendigo     | 3      | 3       |
| Latijns-Amerikaans kwalificatietoernooi | 1-3 april 2016       | Santiago    | 5      | 5       |
| Noord-Amerikaans kwalificatietoernooi   | 8-10 april 2016      | Toronto     | 3      | 3       |
| Europees kwalificatietoernooi           | 12-16 april 2016     | Halmstad    | 10     | 10      |
| Aziatisch kwalificatietoernooi          | 13-17 april 2016     | Hongkong    | 11     | 11      |
| Wereldranglijst                         | mei 2016             | -           | 23     | 22      |
| Olympische tripartitecommissie          | 30 mei 2016          | -           | 1      | 1       |
| Gastland                                | 30 mei 2016          | -           |        | 1       |
| Totaal                                  |                      |             | 86     | 86      |

## Programma
Het programma was, qua onderdelen, volledig gelijk aan dat van de Spelen van 2012.
| Onderdeel↓ / Datum → | 6 | 7 | 8 | 9 | 10 | 10 | 11 | 11 | 12 | 13 | 14 | 14 | 15 | 15 | 16 | 17 |
| -------------------- | - | - | - | - | -- | -- | -- | -- | -- | -- | -- | -- | -- | -- | -- | -- |
| Mannen enkel         | V | V | V | ¼ |    |    | ½  | F  |    |    |    |    |    |    |    |    |
| Mannen team          |   |   |   |   |    |    |    |    | V  | V  | ¼  | ¼  | ½  | ½  |    | F  |
| Vrouwen enkel        | V | V | V | ¼ | ½  | F  |    |    |    |    |    |    |    |    |    |    |
| Vrouwen team         |   |   |   |   |    |    |    |    | V  | ¼  | ½  | ½  |    |    | F  |    |

V Voorrondes  
¼ Kwartfinales  
½ Halve finales  
F Finale  

## Medailles
| Onderdeel     | Goud | Goud                            | Zilver | Zilver                                  | Brons | Brons                                       |
| ------------- | ---- | ------------------------------- | ------ | --------------------------------------- | ----- | ------------------------------------------- |
| Enkelspel (m) | CHN  | Ma Long                         | CHN    | Zhang Jike                              | JPN   | Jun Mizutani                                |
| Team (m)      | CHN  | Ma Long Xu Xin Zhang Jike       | JPN    | Jun Mizutani Koki Niwa Maharu Yoshimura | GER   | Timo Boll Dimitrij Ovtcharov Bastian Steger |
|               |      |                                 |        |                                         |       |                                             |
| Enkelspel (v) | CHN  | Ding Ning                       | CHN    | Li Xiaoxia                              | PRK   | Kim Song-i                                  |
| Team (v)      | CHN  | Ding Ning Li Xiaoxia Liu Shiwen | GER    | Han Ying Shan Xiaona Petrissa Solja     | JPN   | Ai Fukuhara Kasumi Ishikawa Mima Ito        |

### Medaillespiegel
| Plaats | Land        | NOC    | Goud | Zilver | Brons | Totaal |
| ------ | ----------- | ------ | ---- | ------ | ----- | ------ |
| 1      | China       | CHN    | 4    | 2      | 0     | 6      |
| 2      | Japan       | JPN    | 0    | 1      | 2     | 3      |
| 3      | Duitsland   | GER    | 0    | 1      | 1     | 2      |
| 4      | Noord-Korea | PRK    | 0    | 0      | 1     | 1      |
| Totaal | Totaal      | Totaal | 4    | 4      | 4     | 12     |